# Dimona (nádraží)
Dimona (hebrejsky: תחנת הרכבת דימונה‎, Tachanat ha-rakevet Dimona) je železniční stanice na železniční trati Tel Aviv–Beer Ševa (respektive železniční trati Beer Ševa–Dimona) v Izraeli.

## Historie
Stanice byla otevřena roku 1965. Kromě osobní přepravy zde fungoval i nákladní provoz, kvůli kterému v roce 1970 vyrostl úsek Dimona-Oron a roku 1971 trať do lokality Cefa. V roce 1977 pak další úsek železnice dosáhl až do Nachal Cin v hloubi Negevské pouště. V roce 1979 byla osobní přeprava do Dimony přerušena kvůli nízkému využití. Obnovena byla až roku 2005, po rozsáhlé rekonstrukci a zdvoukolejnění tratě. Stanice je obsluhována autobusovými linkami společnosti Egged. Jsou tu k dispozici parkovací místa pro automobily a veřejný telefon.

## Poloha
Leží v jižní části Izraele v Negevské poušti, v nadmořské výšce cca 550 metrů. Je situována na jihozápadní okraj města Dimona v ulici ha-Melacha. Na protější straně kolejiště probíhá dálnice číslo 25. V okolí se rozkládá průmyslová a komerční zóna. Stanice neleží na vlastní železniční trati Tel Aviv-Beerševa, ale na samostatné odbočce (železniční trať Beerševa-Dimona), která z ní vybíhá v delce cca 35 kilometrů a do tratě Tel Aviv-Beerševa ústí v Beerševě.